# Museu de Belas Artes de Granada

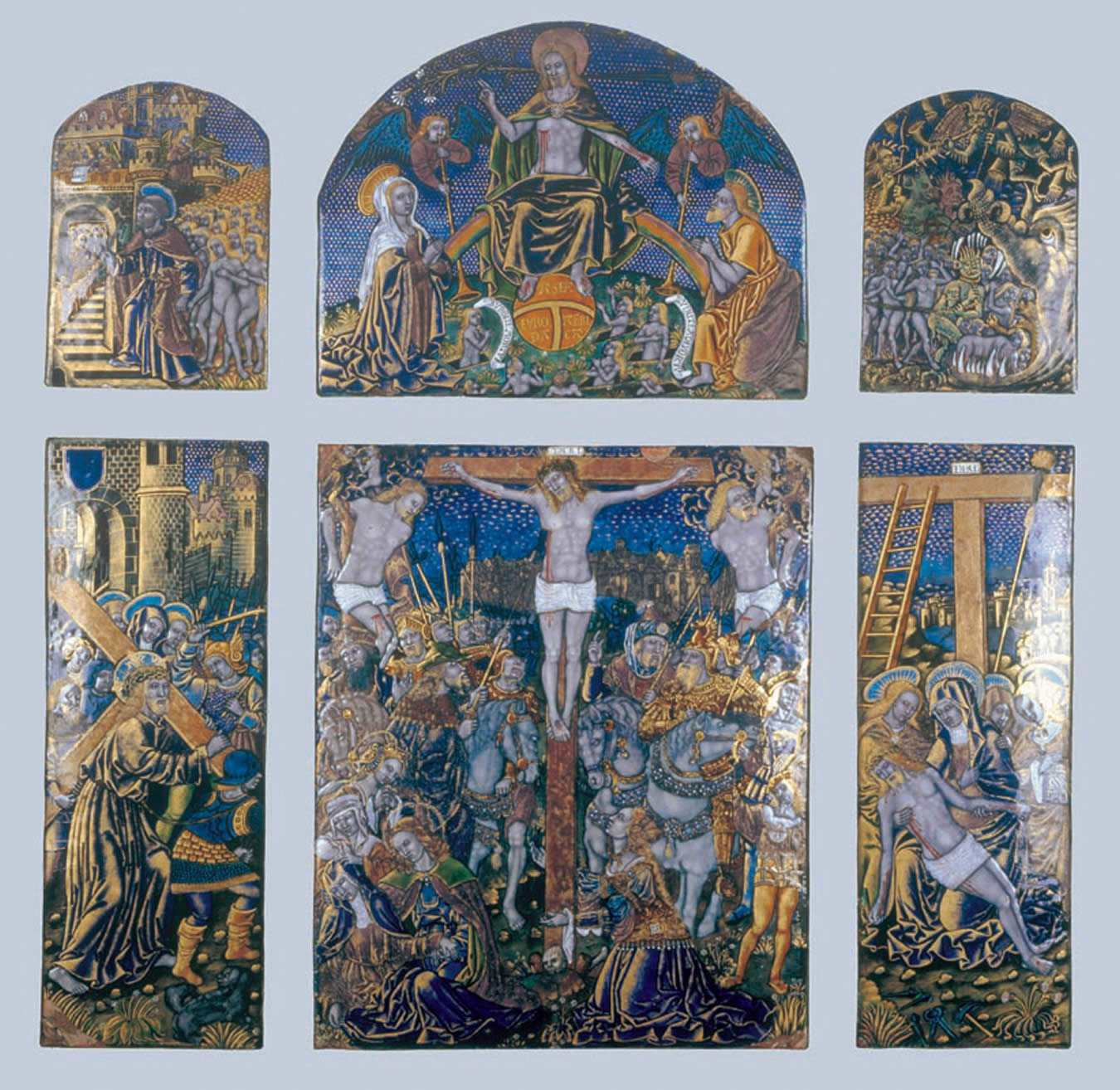
Tríptico do Gran Capitán, em esmalte de Limoges, uma das obras mais antigas do museu

O Museu de Belas Artes de Granada (em castelhano: Museo de Bellas Artes de Granada) é a pinacoteca mais importante de Granada, no sul de Espanha, cuja fama se deve mais ao seu património monumental do que ao pictórico, o que poderá explicar a pouca atenção que tem recebido. Depois de diversas mudanças na sua localização, está atualmente alojado no Palácio de Carlos V, um edifício renascentista notável do século XVI situado no recinto monumental da Alhambra. O museu abriu ao público em 1839 e atualmente é a pinacoteca provincial mais antiga de Espanha.

## História
À semelhança de muitos outros museus provinciais espanhóis, o Museu de Belas Artes de Granada deve a sua origem à desamortização de Mendizábal, a qual envolveu a dispersão de numerosas obras de arte que tinham pertencido às ordens religiosas. O museu foi criado para preservar as as obras e arte, maioritariamente religiosas, que corriam perigo. O museu foi inaugurado no antigo convento dominicano de Santa Cruz la Real a 11 de agosto de 1839.
Em 1889, o ayuntamiento de Granada decidiu que o edifício passaria a ser um instituto militar, pelo que as coleções iniciaram um périplo de sucessivas localizações: primeiro nos salões da Casa Consistorial (palácio do governo municipal), depois para um prédio da rua Arandas, e por fim na chamada Casa de  Castril, que compartilhou com o Museu Arqueológico e com a Academia de Belas Artes. Ainda no século XIX pensou-se em recuperar o Palácio de Carlos V, considerado o edifício mais importante da Granada cristã, que permanecia vazio, em condições que não eram as melhores. O Patronato do Museu acordou formalmente a transferência do museu para aquele local em 1914, mas só em 1941 é que a Direção Geral de Belas Artes do governo espanhol decidiu a transferência. O processo ainda seria longo, e só em 1958 é que o museu foi reinaugurado no palácio, coincidindo com as comemorações da morte de Carlos V (I de Espanha). A instituição acomodou-se no primeiro andar, com óbvias limitações, pois optou-se por não alterar a distribuição original.
Na década de 2000, foram levadas a cabo obras de restauro que terminaram em janeiro de 2008.

## Coleções
As coleções são formadas maioritariamente por pinturas e esculturas do século XV ao século XX. Os fundos mais amplos e ricos procedem de fundações religiosas desamortizadas no século XIX, a que se somaram posteriormente obras depositadas pelo Museu do Prado, bem como compras, que incluem exemplos de arte recente e de velhos mestres.
Entre as peças mais antigas destaca-se a escultura de Santa Maria da Alhambra, de finais do século XV, atribuída a Roberto Alemão, que presidia à Porta da Justiça da Alhambra. Em 1941 foi substituída por uma réplica para preservá-la da deterioração. Da mesma época destaca-se o Tríptico do Gran Capitán, elaborado em esmalte de Limoges.
O grande grupo do Enterro de Cristo, do mestre florentino Jacopo Torni (Jacopo Florentino), data do início do século XVI e o relevo da Virgem com o Menino, esculpido em madeira de nogueira, é uma obra de Diego de Siloé um pouco mais tardia.

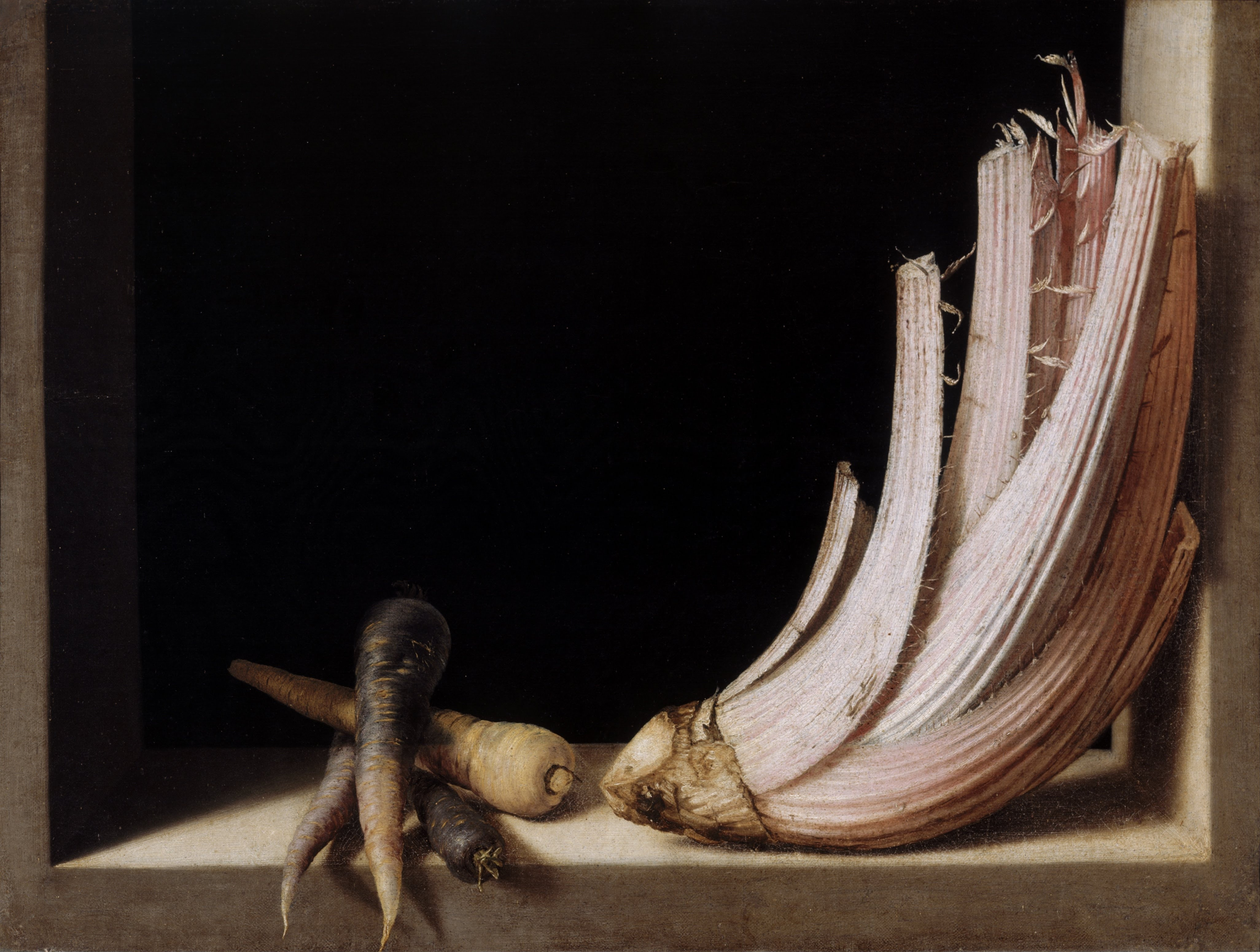
Bodegón con cardo y zanahorias, de Juan Sánchez Cotán, uma das peças mais notáveis do museu

Uma das secções mais distintivas é a do início do século XVII, onde se destaca o nome do pintor Juan Sánchez Cotán (1560–1627). A sua obra Bodegón con cardo y zanahorias é possivelmente a peça mais notável do museu e uma obra chave da sua produção, juntamente com outra de temática semelhante que se encontra no Museu do Prado. O museu alberga várias outras obras religiosas do artista, provenientes da Cartuxa de Granada, onde foi monge; entre elas encontra-se uma Virgem despertando o Menino, menos importante, pois o pintor era conservador e antiquado na sua pintura religiosa, devendo a sua celebridade atual às suas naturezas-mortas (em castelhano: bodegones).
Outro exemplo representativo de naturezas-mortas espanholas do início do século XVII é Cajitas de dulces ("caixinhas de doces"), de Juan van der Hamen, procedente do Palácio Arcebispal.
Outro protagonista do museu é Alonso Cano, um artista do século XVII natural de Granada, com a Virgen del Lucero, São Jerónimo penitente no deserto e uma escultura de São Diogo de Alcalá. Os seguidores de Alonso Cano, tanto pintores como escultores, têm uma representação numerosa, como Pedro Atanasio Bocanegra, João de Sevilha, Pedro de Mena, de quem se conserva um busto da Dolorosa ou da Soledad, e José de Mora, além de outros mestres menos conhecidos, como Miguel Jerónimo de Cieza e o seu filho José, Pedro de Moya, Felipe Gómez de Valencia e o seu filho Francisco, e José Risueño.
Do século XIX destaca-se uma Vista do Antigo Ayuntamiento de Granada, de 1873, da autoria de Marià Fortuny, e uma Paisagem da Serra Nevada, de 1920, da autoria de Antonio Muñoz Degrain. O museu tem ainda uma extensa coleção de Manuel Ángeles Ortiz (1895–1984).